# Nolcken (Adelsgeschlecht)

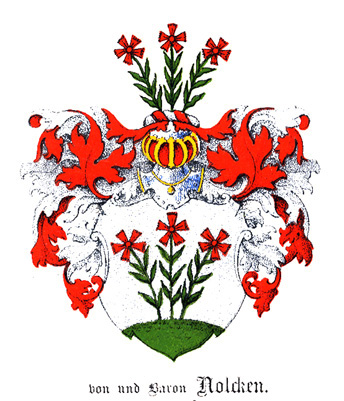
Stammwappen derer von Nolcken

Nolcken (russisch Нолькен Nolken) ist ein ursprünglich aus der Grafschaft Hoya stammendes deutschbaltisches Adelsgeschlecht.

## Geschichte
Das Geschlecht stammt aus der Grafschaft Hoya, wo 1459 fünf Brüder Noleken als Mitglieder der Ritterschaft urkundlich erwähnt werden. Sie waren Burgmannen auf der Burg Uchte. Ein Heinrich Nolcken soll im 16. Jahrhundert nach Livland ausgewandert sein. Sein Sohn Christoph erhielt 1620 vom Grafen Adolf von Bentheim-Tecklenburg ein Zeugnis über seine adelige Herkunft. Er wurde zum Stammvater der polnisch-litauischen Linie. Sein Bruder Heimart begründete die auf Ösel beheimatete Linie.
1726 wurde der schwedische Diplomat Erich Matthias von Nolcken, Sohn des Besitzers des Gutes Haeska auf Ösel durch König Friedrich in den schwedischen Adel aufgenommen und 1727 unter der Nr. 1806 in das Ritterhaus eingeführt. 1747 erhob Friedrich ihn in den Freiherrnstand. 1752 wurde seine Familie in die Liste der schwedischen Rittergeschlechter unter der Nr. 223 aufgenommen.
Ein jüngerer Zweig hingegen wurde 1787 in Livland ansässig und 1797 in die Livländische Ritterschaft aufgenommen. Dieser Zweig lebte in den baltischen Provinzen und Russland bis 1919. Durch kaiserlich russisches Edikt erfolgte 1812 die Aufnahme in die finnische Ritterschaft für Freiherr Gustav von Nolcken, wo das Geschlecht seit 1818 bei den Baronen unter der Nr. 14 geführt wurde.

### Graf Reutern, Baron Nolcken
1890 erfolgte für Woldemar von Nolcken (1851–1917) als Neffen des kinderlosen Michael von Reutern (1820–1890) die Erhebung in den russischen Grafenstand mit dem Titel Graf Reutern, Baron Nolcken in der Primogenitur. Der von ihm gestiftete Zweig Graf Reutern, Baron Nolcken existierte noch 2018.

## Wappen
Das Stammwappen zeigt in Silber drei rote Nelken an grünen Stängeln. Auf dem Helm mit rot–silbernen Wulst und Helmdecken die drei Nelken.

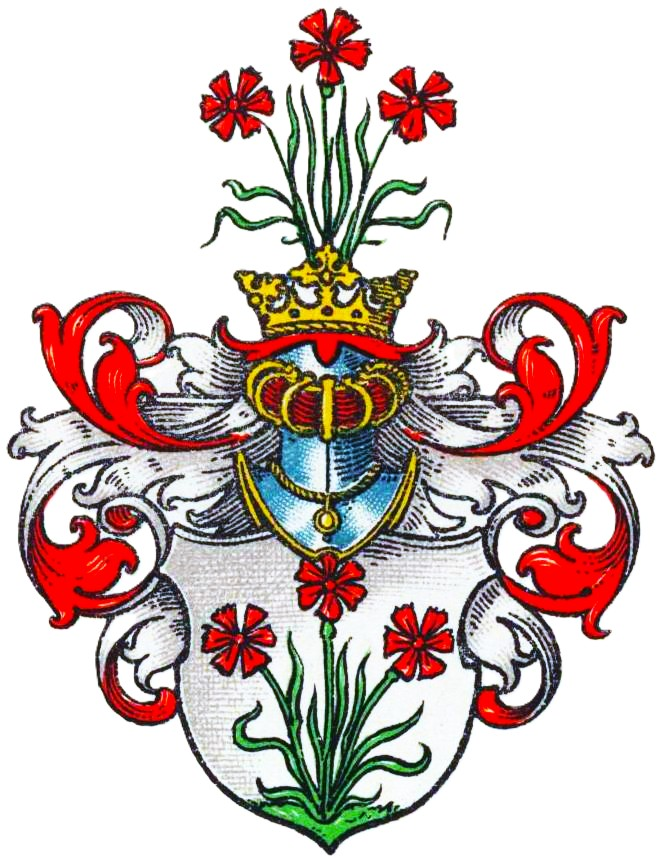
Wappen derer von Nolcken im Wappenbuch des Westfälischen Adels
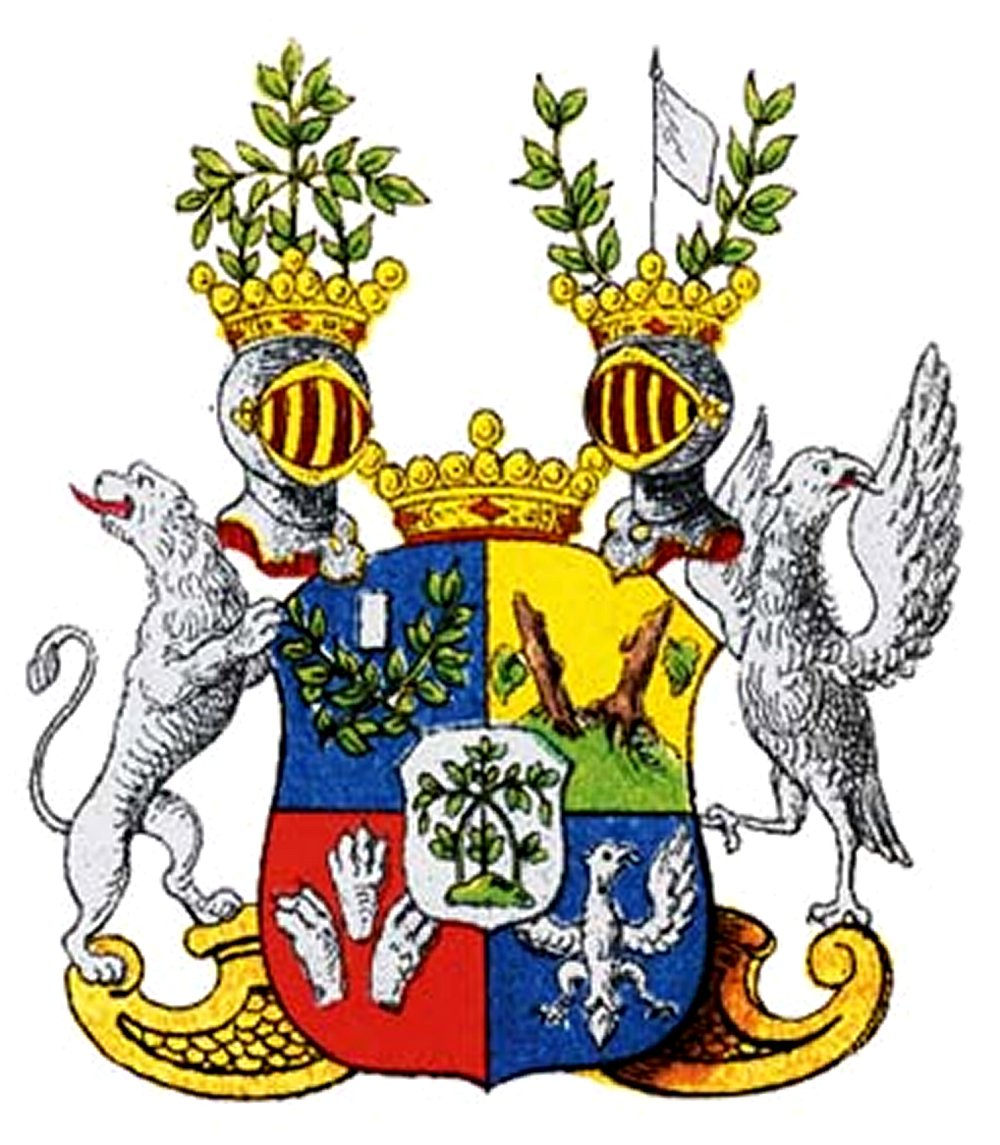
Freiherrliches Wappen (1752)
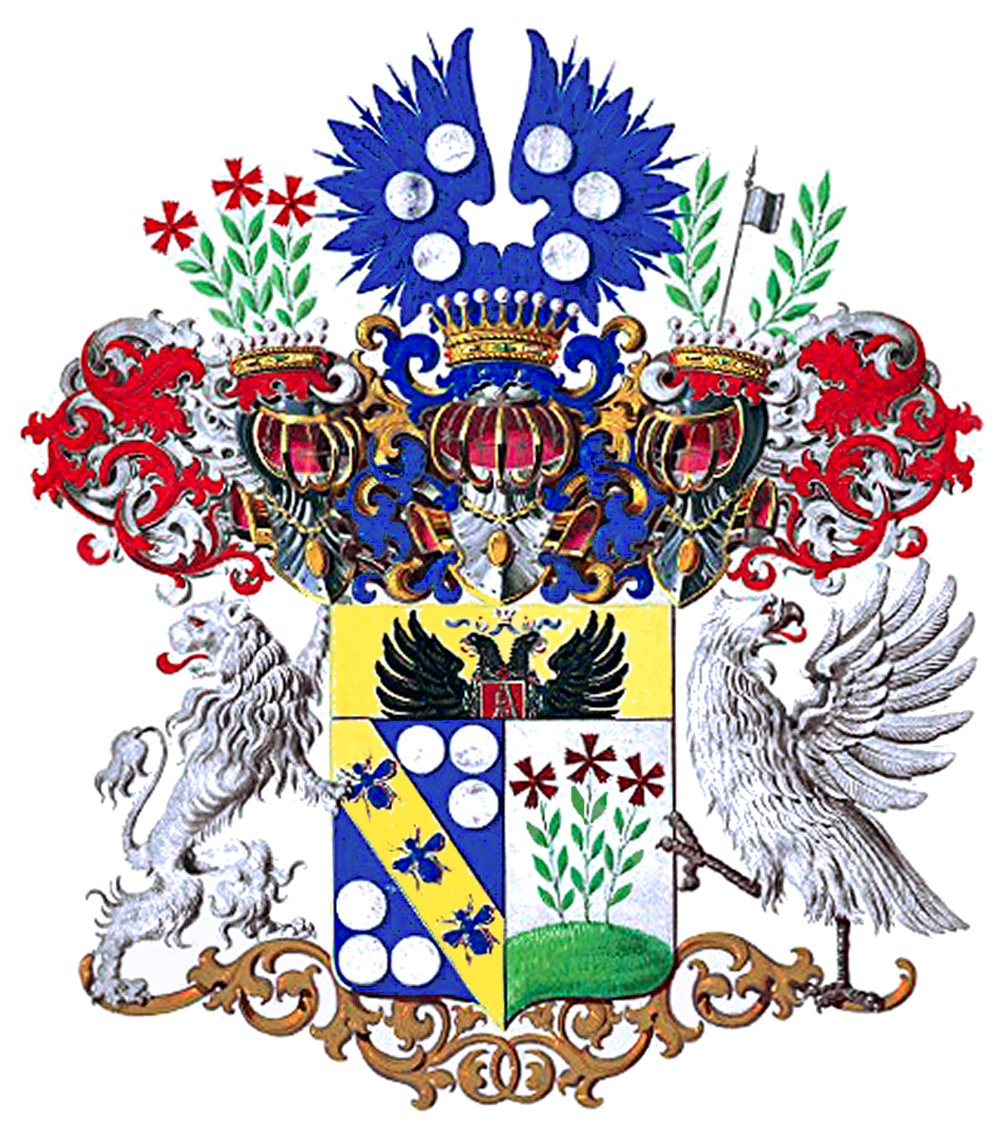
Wappen der Grafen von Reutern, Barone von Nolcken (1890)

## Besitzungen

### Auf Ösel
- Schultzenhof, estnisch Nolgimõis
- Mullut (Mullutu), bis 1799
- Hasik (Haeska), bis 1791
- Kabbil (Kalli), 1788–1791
- Hoheneichen (Pilguse)
- Euküll (Eikla)
- Kanger (Kangruselja)
- Kudjapäh (Kudjape)
- Kaunispäh (Kaunispe)
- Karrishof (Karja)
- Torkenhof (Torgu)
- Laimjall (Laimjala)
- Ficht (Tinuse)
- Pichtendahl (Pihtla)
- Alt-Nempa (Vana-Nõmpa)
- Neu-Nempa (Liiva-Nõmpa)
- Karridahl (Karreda)

### Auf dem estländischen Festland
- Wallküll (Valkla)

### InLivland
- Lunia (Luunja)
- Kawershof (Kaagvere)
- Altenthurn (Vana-Kastre)
- Moisekatz (Mooste)
- Pilken (Pilka)
- Cabbina (Kabina)
- Alatzkiwwi (Alatskivi) seit 1871
- Sarrakus (Sarakuste)
- Uellenorm (Ülenurme)
- Tabbifer (Tabivere)
- Kioma (Kiuma)
- Kayafer (Kaiavere)

sowie die Besitzungen der Familie Löwenstern:
- Löwenhof (Kuigatsi)
- Wahlenhof (Vaalu)
- Brinkenhof (Pringi)
- Sontack (Soontaga)

### InKurland
- Gross-Essern (Ezere)
- Ringen (Reņģe)
- Pampeln (Pampāļi)
- Kaulitzen (Kaulači)
- Appricken (Apriķi)
- Spahren (Spāre)

### InDeutschland
- Schlößchen am Inn (Neuburg am Inn)

## Mitglieder

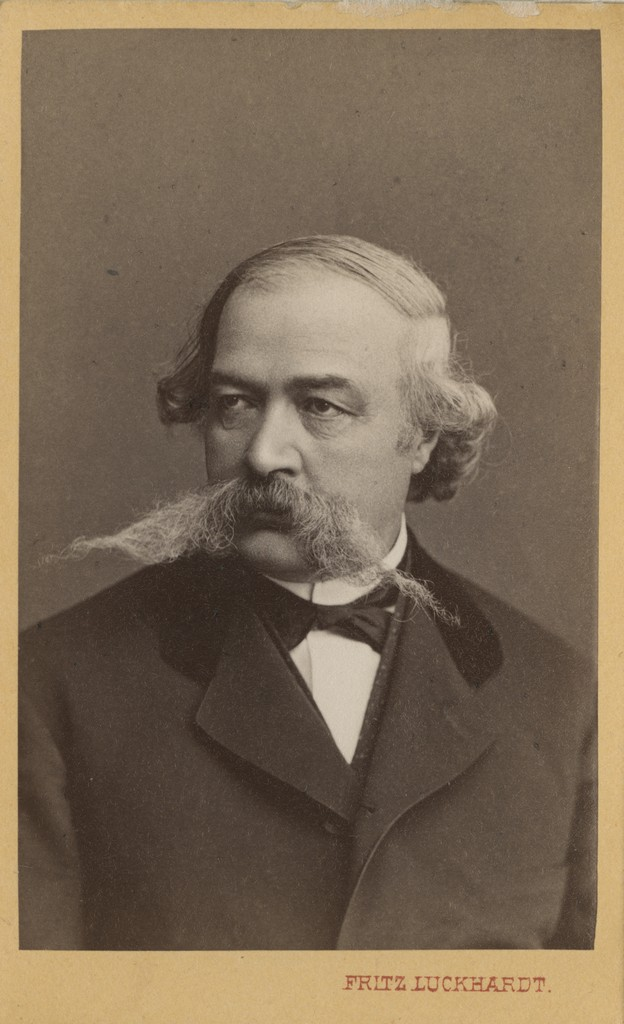
Gustav Frommhold von Nolcken (1815–1879)

- Friedrich von Nolcken (1624–1691), schwedischer Rittmeister, Herr auf Nolgimõisa, Eikla und Haeska auf Ösel
  - Christopher Reinhold von Nolcken (1660–1732), Herr auf Haeska, schwedischer Oberst, Landrat von Ösel
    - Erich Matthias von Nolcken (1694–1755), schwedischer Diplomat
      - Gustav Adam von Nolcken (1733–1812), schwedischer Diplomat
      - Johan Fredrik von Nolcken (1737–1809), schwedischer Diplomat

    - Reinhold Gustav von Nolcken († 1762), Landmarschall von Ösel, 1753–1760, Herr auf Kangern (Kangruselja)
      - Georg Johann Friedrich von Nolcken (1789–1859), auf Lunia, Kreisdeputierter[4]
- Christopher Reinhold von Nolcken (Generalmajor) (1728–1802), Generalmajor, Gouverneur von Pskow, Mitglied des russischen Staatsrats
- Karl Matthias von Nolcken (1740–1815), auf Haeska
- Johann Christoph von Nolcken, Landmarschall von Ösel 1780–1783
- Alexander von Nolcken (1804–1867), Landmarschall von Ösel 1841, russischer Rittmeister, Herr auf Kaunispää und Torgu
- Ernst Johann Gustav von Nolcken (1809–1891), Landmarschall von Ösel 1862–1864 und 1865–1867
- Carl Adam von Nolcken (1811–1855), Agronom
- Johann Heinrich Wilhelm von Nolcken (1813–1898), Lepidopterologe und Offizier
- Gustav Frommhold von Nolcken (1815–1879), Landmarschall von Livland russisch Густав Георгиевич Нолькен
- Karl Nikolai von Nolcken (1830–1913), Pastor, Übersetzer, Sprachwissenschaftler und Volkskundler
- Axel Gustav von Nolcken (1842–1912), Herr auf Moisekatz und Kawershof, Landrat 1890–1908
- Arved Georg von Nolcken (1845–1909), Richter in Livland; Herr auf Alatskivi, Luunja, Kabina, Pilka und Sarakuste, Erbauer von Schloss Alatskivi
- Arthur Alexander von Nolcken (1855–1928), Gouverneur von Witebsk, russisch  Александр Генрихович Нолькен
- Magnus von Nolcken (1856 -), russischer Admiral russisch  Магнус Генрихович Нолькен
- Ernst Gustav Heimert von Nolcken (1899–1960), estnischer (Leutnant) und deutscher Offizier, zuletzt Oberst, 1943–1945 Kommandant eines Kosaken-Regiments

### Polnisch-litauische Linie
- Baron Stanislaw von Nolcken (1823–1895), russischer Generalmajor russisch Станислав Иванович Нолькен
  - Baron Karl Joseph Stanislaw von Nolcken (1859–1918), russischer Generalleutnant, Gouverneur von Tomsk und Mogiljow russisch  Карл Станиславович Нолькен
  - Baron Johann Woldemar von Nolcken (1866 -), russischer Generalleutnant russisch Иван Станиславович Нолькен
- Baron Alexander von Nolcken (1879–1958), russischer Generalmajor russisch Александр Людвигович Нолькен